# Tännelsudd
Tännelsudd är en udde i Finland.   Den ligger i den ekonomiska regionen  Åboland  och landskapet Egentliga Finland, i den sydvästra delen av landet, 190 km väster om huvudstaden Helsingfors. Tännelsudd ligger på ön Mossala.
Terrängen inåt land är mycket platt. Havet är nära Tännelsudd åt nordost.  Närmaste större samhälle är Korpo, 15,9 km sydost om Tännelsudd. I omgivningarna runt Tännelsudd växer i huvudsak barrskog.